# Fabienne Bentejac
Pour les articles homonymes, voir Bentejac.
Fabienne Bentejac, née le 6 juin 1962, est une footballeuse française évoluant au poste de milieu de terrain.

## Carrière

### Carrière en club
Fabienne Bentejac évolue de 1980 à 1984 à l'AS Moulins, qui joue en première division.

### Carrière en sélection
Elle compte deux sélections en équipe de France en 1983. 
Elle reçoit sa première sélection en équipe nationale le 29 octobre 1983, en qualifications pour l'Euro 1984 contre la Suisse (match nul 0-0). Elle joue son dernier match le 10 décembre 1983, en amical contre l'Espagne (victoire 2-0).